# Càlamos (Fenícia)
Càlamos o Càlamus (grec antic: Κάλαμος, Kálamos; llatí: Calămus) fou una ciutat de Fenícia esmentada per Plini el Vell com a pròxima a Trieris, una altra ciutat força important de la regió. Polibi diu que fou destruïda pel selèucida Antíoc III el Gran.